# Martin Lenz
Martin Lenz (* 10. Juli 1971 in Winnenden) ist ein deutscher Musiker und Schriftsteller.

## Leben
Martin Lenz wurde 1971 in Winnenden bei Stuttgart geboren. Er wuchs mit drei Geschwistern auf und machte nach der Schule eine Lehre als Dreher. Mit 20 Jahren entschied er sich gegen den Wehrdienst und leistete 18 Monate Zivildienst. In dieser Zeit begann er, als Sänger und Gitarrist Musik zu machen. Mehrere Jahre spielte Lenz in verschiedenen Bands. Bekannt wurde er zusammen mit seinem Bruder Uwe als „Lenz Brothers“. Viele Auftritte im In- und Ausland sowie fünf CDs sind das Ergebnis dieser gemeinsamen Arbeit.
Seit 2009 arbeitet Martin Lenz mit dem Schriftsteller Manfred Mai zusammen. Ihre erste gemeinsame CD war Das große Vielleicht. Es folgten „Lesekonzerte“ für Erwachsene, später auch für Kinder.
Angeregt durch Manfred Mai, begann Martin Lenz, Geschichten und Gedichte zu schreiben. Im Frühjahr 2014 präsentierten sie ihr erstes gemeinsames Kinderbuch mit einer Lieder-CD Das große Buch der Geschichten und Lieder.
Seit zwei Jahren geht Martin Lenz auch alleine mit seinen Büchern auf Lesungen.
Martin Lenz ist verheiratet und lebt mit seiner Frau und seinem Sohn in Benzingen auf der Schwäbischen Alb.

## Bibliographie
Kinder- und Jugendbücher
- Melis größter Wunsch. In: Hans-Joachim Gelberg (Hrsg.): Glücksvogel. Beltz & Gelberg, Weinheim/Basel 2013, ISBN 978-3-407-82035-8.
- zus. mit Manfred Mai: Das große Buch der Geschichten und Lieder. cbj, München 2014, ISBN 978-3-570-15476-2, mit CD.
- zus. mit Manfred Mai, Markus Zöllner (Ill.): Ein schönes Geheimnis. Ravensburger Buchverlag, Ravensburg 2014, ISBN 978-3-473-36438-1.
- zus. mit Manfred Mai, Betina Gotzen-Beek (Ill.): Die geheimnisvolle Schatzkarte. Fischer Duden, Frankfurt am Main 2015, ISBN 978-3-7373-3218-7.
- zus. mit Manfred Mai, Folko Streese (Ill.): Leute, ich werd’ Superstar! Ravensburger Buchverlag, Ravensburg 2015, ISBN 978-3-473-36467-1.
- zus. mit Manfred Mai, Markus Grolik (Ill.): Abenteuer am stürmischen See. Ravensburger Buchverlag, Ravensburg 2016, ISBN 978-3-473-36492-3.
- zus. mit Manfred Mai, Leonard Erlbruch (Ill.): In unserer Straße ist immer was los. Beltz & Gelberg, Weinheim/Basel 2017, ISBN 978-3-407-74790-7.
- zus. mit Manfred Mai: Alle unter einem Dach. Fischer Duden, Frankfurt am Main 2017, ISBN 978-3-7373-3324-5.
- zus. mit Manfred Mai, Horst Hellmeier (Ill.): Pokkis Traum. fabulus, Fellbach 2017, ISBN 978-3-944788-55-5.
- zus. mit Manfred Mai, Lukas Vogl (Ill.): Pokki in Afrika. fabulus, Fellbach 2018, ISBN 978-3-944788-58-6.
- zus. mit Manfred Mai, Eike Marcus (Ill.): Fußballgeschichten. Ravensburger Buchverlag, Ravensburg 2018, ISBN 978-3-473-36530-2.
- zus. mit Manfred Mai, Mirco Tomicek (Ill.): Was für ein Glück-mir send Schwoba. Gmeiner Verlag 2019, ISBN 978-3-8392-2503-5
- zus. mit Daniel Sohr (Ill.): Ben bei den Indianern.  Ravensburger Buchverlag, Ravensburg 2019, ISBN 978-3-473-36144-1.
- zus. mit Meike Teichmann: Iglu, Schnee und Rodelspaß. Ravensburger Buchverlag, Ravensburg 2020, ISBN 978-3-473-36154-0.
- zus. mit Manfred Mai, Ulrike Baier: Lotti muss bleiben! Hase und Igel Verlag, München 2021, ISBN 978-3-86316-043-2.
- zus. mit Manfred Mai, Betina Gotzen.Beek: Das Geheimnis im Schuppen. Fischer Duden, Frankfurt am Main 2021, ISBN 978-3-7373-3468-6

## Diskografie
- The first sorcery, 1997 LC 3837
- Große Vielleicht, 2009 LC 19840
- Schau nicht auf den Kalender, 2013 LC 12692
- Was für ein Glück-mir send Schwoba, 2019